# Sierra musical
La sierra musical, también conocida como hoja sonora, es un instrumento musical idiófono. Consiste en una lámina de acero que, al ser frotada con un arco o una baqueta, produce un sonido que puede ser modulado mediante la tensión y curvatura de la sierra. Aunque algunos lo consideran un instrumento de viento por la vibración del aire, su clasificación como idiófono también es aceptada.

## Historia

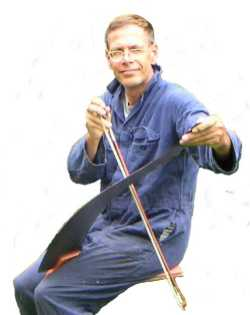
Intérprete de sierra musical.

No es hasta alrededor de 1870 cuando el progreso de la metalurgia permite crear sierras de sonoridad aceptable para fabricar buenos instrumentos. Esta evolución se desarrolla paralelamente en el continente americano y europeo. Por esto muchos músicos industriales solicitan patentes en sus respectivos países.
Pero hace falta llegar hasta los años 1900 para que sea posible encontrar por primera vez verdaderas "hojas sonoras", que no eran más que serruchos a los que se les habían quitado los dientes y modificado el mango o empuñadura. Algunos añadirán un mango de inflexión para aumentar la comodidad y el virtuosismo. Las sierras musicales americanas están más limitadas en tesitura sonora: de 1½ a 2½ octavas como máximo, mientras que ciertas sierras europeas pueden llegar a alcanzar las 3½ octavas o más. Para poder disfrutar de esta musicalidad hace falta tener una perfecta calidad de acero templado, buen grosor, correcta dureza, dimensiones correctas y laminado en la dirección correcta. En este sentido, los franceses, más aún que los británicos, los suecos y los alemanes, fueron los más destacados.

## Músicos conocidos
Marlene Dietrich tocaba este instrumento. Natalia Paruz, conocida con el pseudónimo de Saw Lady ("la mujer sierra"), tocaba este instrumento en películas, anuncios publicitarios y orquestas en el mundo entero. En noviembre de 2007, hizo su debut en el Carnegie Hall, donde tocó un solo. En Francia, Emmanuel Brun compuso varias obras para sierra musical, que hizo que fuese reconocido por Yehudi Menuhin y Pascal Ayerbe. Al igual que en la película Another Earth, donde uno de los protagonistas lo toca en una escena.
Se puede ver este instrumento además en la película Delicatessen, donde uno de los protagonistas es un gran aficionado a este instrumento. Jack Nitzsche compuso la banda sonora de Alguien voló sobre el nido del cuco, cuya melodía está concebida para serrucho musical.